# 赫尔曼·马滕斯
赫尔曼·马滕斯（德語：Hermann Martens，1877年4月16日—1916年），德国男子自行车运动员。他曾代表德国参加1908年夏季奥林匹克运动会自行车比赛，获得男子团体追逐赛银牌。